# گاه‌شماری آسوری
گاهشماری آسوری یا گاه‌شماری آشوری یک گاهشماری باسابقه کهن است. در قاموس کتاب مقدس آمده: «قوم یهود و آرام و فرس و آشور و عرب از نسل سام می‌باشند و لغات ایشان را لغات سامیه گویند.» و بنابراین واژه گاه‌شماری سریانی امروز به رسمیت شناخته نشده و متعلق به قوم آرام و میراث آرامی مردم سوریه است. رسم‌الخط رسمی این واژه‌ها بر اساس منابع سکولار دو واژه عبری-یونانی صوریا Syria و اسوریا Assyria است که دو منطقه تمدنی و باستانشناسی و به لحاظ دیوان‌سالاری تفکیک شده‌اند.
این گاه‌شمار تقویمی شمسی است که تا اوایل قرن ۱۴ خورشیدی گاه در ایران نیز مورد استفاده بوده‌است. گرچه امروزه به‌کارگیری این ماه‌ها، به خصوص در زبان فارسی متروک شده‌است، امّا هنوز هم گاهی در نوشته‌های گذشتگان و میراث ادب فارسی به برنام این ماه‌ها برخورد می‌کنیم. به‌عنوان مثال، در کتاب مفاتیح‌الجنان، اشارات متعدد به برنام این ماه‌ها و آداب و مناسک مربوط به هر یک شده‌است یا در کتاب‌های قدیمی تاریخ، زمان بسیاری از وقایع بر حسب این ماه‌ها ثبت شده‌است. همچنین، شاعران بسیار در توصیف طبیعت، اشاراتی به این ماه‌ها داشته‌اند. نام این ماه‌ها هنوز در برخی کشورهای عربیِ خاورمیانه رایج است و کاربرد گاه‌شمار آسوری در کشورهای عراق و سوریه رواج دارد و نیز تقویم رسمی آسوریان جهان است.

## برنام ماه‌های آسوری
نام‌های این ماه‌ها و مطابقت هر یک با ماه‌های سال خورشیدی به قرار زیر بوده‌است. توضیح اینکه نخستین ماه این تقویم، یعنی ماه آذار، حدوداً یک هفته مانده به فروردین ماه خورشیدی آغاز می‌شود:
1. آذار تقریباً مطابق با اواخر اسفند و اوایل فروردین ماه
2. نیی سآن تقریباً مطابق با اردیبهشت ماه
3. ایار تقریباً مطابق با خرداد ماه
4. حزیران تقریباً مطابق با تیر ماه
5. تموز تقریباً مطابق با مرداد ماه
6. آب تقریباً مطابق با شهریور ماه
7. ایلول تقریباً مطابق با مهر ماه
8. تشرین اول تقریباً مطابق با آبان ماه
9. تشرین آخر تقریباً مطابق با آذر ماه
10. کانون اول تقریباً مطابق با دی ماه
11. کانون آخر تقریباً مطابق با بهمن ماه
12. شباط تقریباً مطابق با اسفند ماه

ابونصر فراهی در کتاب نصاب الصبیان اسامی ماه‌های سریانی را به این شکل به نظم درآورده است:
| دو تشرین و دو کانون و پس آنگه |  | شباط و آذر و نیسان، ایار است |
| حزیران و تموز و آب و ایلول    |  | نگه دارش که از من یادگار است |

## ماه‌های آسوری در ادبیات فارسی
در ابیات شاعران گذشته بسیار اشاره به نام‌های سریانی موجود است که بیشتر جهت ارجاع به اوضاع جوی و اقلیمی سال است و نه زمان و ماه تقویمی.
| ابری آمد چو ابر نیسانی |  | کرد بر سبزه‌ها دُرافشانی |

| ابر آذاری برآمد باد نوروزی وزید |  | وجه مِی می‌خواهم و مطرب که می‌گوید رسید |

| این هنوز اول آذار جهان‌افروز است |  | باش تا خیمه زند دولت نیسان و ایار |

| گرم کن خرگه و مِی خواه که آمد تشرین |  | از رخ ساقی گه لاله ستان گه نسرین |

| با پری‌رویان ورزید کنون باید مهر |  | که مه کانون با شاه سمن ورزد کین |

| عمر برف است و آفتابِ تموز |  | اندکی مانده و خواجه غِرّه هنوز |

| بسیار شمرد بر تو گردون |  | آذار و دی و تموز و تشرین |